# Filattiera
Filattiera är en ort och kommun i provinsen Massa-Carrara i regionen Toscana i Italien. Kommunen hade 2 244 invånare (2018).